# Kongo (schip, 1913)
De Kongo (Japans: 金剛 Kongō; Onverwoestbare) was een slagkruiser van de Japanse Keizerlijke Marine.

## Kongo-klasse
De Kongo was een van de vier slagkruisers uit de Kongo-klasse. Deze klasse bestond verder uit de Hiei, de Haruna en de Kirishima.
De Japanse marine trof in de jaren voorafgaand aan de Eerste Wereldoorlog voorbereidingen om al haar grote schepen, waaronder de slagkruisers en slagschepen te laten bouwen door eigen werven. Japan wilde echter ook profiteren van de nieuwste Britse ontwerpen, daarom liet het land het eerste schip van de Kongo-klasse in 1911 bouwen bij Vickers Shipbuilding Company in Barrow-in-Furness, Engeland. De andere drie slagkruisers werden gebouwd door Japanse werven.
De schepen uit de Kongo-klasse waren 's werelds eerste slagschepen met 356 mm-kanonnen. Ze hadden een waterverplaatsing van circa 32.000 ton waarvan iets meer dan 23% door de bepantsering. De Kongo werd voltooid in augustus 1913. De Hiei werd gebouwd door de marinewerf van Yokosuka en voltooid in augustus 1914. Door gebrek aan capaciteit bij de marinewerven werden de andere twee schepen, de Haruna en de Kirishima, besteld bij Kawasaki in Kobe en de Mitsubishi in Nagasaki. Beide schepen werden voltooid in april 1915, het waren de eerste grote Japanse marineschepen die gebouwd werden op particuliere werven. De Kongo haalde tijdens proefvaarten een snelheid van 27,45 knopen. 

## De Eerste Wereldoorlog
De schepen kwamen tijdens de Eerste Wereldoorlog weinig in actie. In 1917 testte de Kongo een prototype-vliegdekplatform. Na de Eerste Wereldoorlog kreeg de Kongo net als elk ander groot marineschip van Japan een enorme werkmast ten behoeve van de vuurleiding. De voorste schoorsteen kreeg een rookkap om rookhinder tegen te gaan.